# Институт химии нефти СО РАН
Институт химии нефти СО РАН — один из институтов Томского научного центра Сибирского Отделения Академии Наук. Расположен в Томске.

## Общие сведения
Основными направлениями научной деятельности института являются физико-химические основы технологий увеличения нефтеотдачи, химия нефти (состав, строение, свойства, реология, поверхностные явления и структурообразование), превращения нефтей и других каустобиолитов, а также их компонентов, химические аспекты рационального природопользования и экологии, в том числе научные проблемы очистки окружающей среды от загрязнений нефтью и нефтепродуктами с применением микробиологических и физико-химических методов.

## История
Институт был основан в 1970 году для развития комплексных исследований в области химии и технологии нефтей Западной Сибири на основании трёх постановлений (Постановление СМ СССР N 594 от 05.08.68 г., Постановление Президиума АH СССР N 629 от 27.09.68 г., Постановление Президиума СО АH СССР N 32 от 15.01.70 г.).
Первоначально располагался в бывшем особняке И. И. Смирнова (Кооперативный переулок, д. 5)

## Директора
Институт возглавляли:
- 1970—1973 — директор-организатор института, член-корреспондент АH СССР Михаил Федорович Шостаковский
- 1973—1978 — доктор химических наук, профессор Юрий Гавриилович Кряжев
- 1978—1981 — кандидат химических наук Анатолий Николаевич Плюснин
- 1981—1989 — член-корреспондент АН СССР Геннадий Фёдорович Большаков
- 1989—1997 — доктор химических наук, профессор Екатерина Егоровна Сироткина
- 1997 — по настоящее время — доктор технических наук, профессор Любовь Константиновна Алтунина

## Структура
Среди научных подразделений института:
- Лаборатория углеводородов и высокомолекулярных соединений нефти. Заведующий — д.х.н. Головко А. К.[5]
- Лаборатория гетероорганических соединений нефти. Заведующая — д.х.н. Мин Р. С.
- Лаборатория природных превращений нефти. Заведующая — д.х.н. Серебренникова О. В.
- Лаборатория коллоидной химии нефти. Заведующая — д.т. н., проф. Алтунина Л. К.
- Лаборатория реологии нефти. Заведующая — к.т. н. Юдина Н. В.
- Лаборатория каталитической переработки легких углеводородов. Заведующий — д.х.н. Восмериков А. В.
- Научно-исследовательский информационный центр с музеем нефтей. Заведующий — к.г.-м.н., Ященко И.Г.
- Лаборатория физико-химических методов исследования. Заведующий — к.т. н. Великов А. А.
- Научно-исследовательская технологическая группа. Заведующий — к.х.н. Борило А. В.
- Кафедра высокомолекулярных соединений

## Дирекция
- Директор — Любовь Константиновна Алтунина, профессор, доктор технических наук[6]
- Зам. директора по научной работе:
  - Восмериков Александр Владимирович, доктор химических наук
  - Великов Анатолий Алексеевич, кандидат технических наук
- Учёный секретарь — Савинова Ида Александровна, кандидат химических наук
- Учёный секретарь по международным связям — Харькова Надежда Станиславовна